# 阿部明子
阿部 明子（あべ あかし、女性、1927年12月10日 - 2018年2月28日）は、日本の育児学者、東京家政大学名誉教授。

## 略歴
東京出身、旧満洲（中国東北部）生まれ。旧姓・小田島。英文学者の小田島雄志は弟、エッセイストの松村紀代子は妹。
日本女子大学家政学部児童学科卒業、同大学院修士課程修了、東京家政大学短期大学部講師、助教授、教授、1998年東京家政大学名誉教授。
2018年2月28日午後、多臓器不全のため、東京都目黒区の病院で死去。90歳没。

## 著書
- 『子どもの観察と評価 その方法とポイント』ひかりのくに 実用保育選書 1975
- 『アイデアいっぱいお誕生会』童心社 保育のアイデア 1978
- 『ひやっと3にんぐみ』宮下森画　童心社のかみしばい こんなとききをつけようね!　1991
- 『おばあちゃんの花のたね』ふりやかよこ画　童心社のかみしばい げんきななかまシリーズ　1995

### 共編著
- 『ママたちはこう育てた 0～3歳<育児のポイント>』編著　童心社　1966
- 『子どもの絵 親と教師のために』島崎清海共編　文化書房博文社　1972
- 『保育実践講座 第4巻.カリキュラムのたて方・生かし方』岡田正章共編著　第一法規出版　1978
- 『新しい保育カリキュラム 9』共編　チャイルド本社　1980
- 『望ましい経験や活動シリーズ 19 子どもが参加する行事』森上史朗共編集 チャイルド本社　1981
- 『新保育内容講座 第6巻 絵画製作・造形』共責任編集　光生館　1982
- 『保育内容・言葉』編著 小川清実、徳安敦、永浜初子共著　建帛社　新保育内容シリーズ　1989
- 『幼児の身体活動』岩崎洋子共編　文化書房博文社　現代保育選書 1989
- 『心をつなぐ紙芝居』上地ちづ子、堀尾青史共編　童心社　1991
- 『幼児教育課程・保育計画総論』森上史朗共編著　建帛社　1991
- 『幼児教育指導法 保育における援助の方法』中田カヨ子共編著　萌文書林　1992
- 『保育内容言葉の探究』小川清実,戸田雅美共編著　相川書房　1997
- 『教育・保育実習総論 実習の事前・事後指導』編著　萌文書林　1998
- 『健康 心身の健康に関する領域』落合優共編著　東京書籍　幼児教育法シリーズ 新訂　2000
- 『表現 感性と表現に関する領域』竹林実紀子共編著　東京書籍　幼児教育法シリーズ 新訂　2000
- 『保育における援助の方法』中田カヨ子共編著　萌文書林　2010